# Дімітріс Друцас
Дімітріс Друцас (грец. Δημήτρης Δρούτσας, 5 серпня 1968, Нікосія, Кіпр) — грецький політик, від 7 вересня 2010 до 17 червня 2011 року міністр закордонних справ Греції.

## Біографічні відомості
Дімітріс Друцас народився 1968 року в Нікосії, Кіпр. 1994 року він закінчив Віденський університет, юридичний факультет. Після здобуття вищої освіти працював помічником професора європейського права у Дослідному центрі з європейських справ при Віденському університеті економіки та бізнесу. У той самий час Друцас був юридичним радником міністра закордонних справ Австрії Вольфганга Шюсселя з 1998 по 1999 рік.
Серед наукового доробку Друцаса праці з європейського законодавства, міжнародного і європейського комерційного права, зовнішньої і оборонної політики. Вони опубліковані в Греції та за кордоном. Вільно володіє німецькою, англійською, французькою та російською мовами.
Одружений з грецькою журналісткою Феї Каравіті.

### Політична кар'єра
1999 року Дімітріс Друцас повернувся до Греції як спеціальний радник міністра закордонних справ Греції Йоргоса Папандреу. Серед важливих питань, прибічником яких він був: політичне зближення з Туреччиною, приєднання Кіпру до ЄС і вирішення Кіпрської проблеми.
У березні 2004 року він призначений директором дипломатичного Кабінету Президента Всегрецького соціалістичний руху (ПАСОК) Йоргоса Папандреу. З березня 2008 року він служив речником ПАСОК і в травні 2008 року призначений секретарем з питань зовнішньої політики і міжнародних відносин.
7 вересня 2010 року Дімітріс Друцас призначений міністром закордонних справ Греції. Одними з перших кроків Друцаса на цій посаді були офіційні візити на Близький Схід, зокрема в Йорданію, Ізраїль і Палестину, Єгипет і Ліван.